# Trappistinnenkloster Mvanda
Das Trappistinnenkloster Mvanda ist seit 1992 ein kongolesisches Kloster der Trappistinnen in Kikwit, Provinz Bandundu, Bistum Kikwit. Kloster und Kirche sind der Gottesmutter unter der Anrufung Unsere Liebe Frau, Pforte des Himmels (Marie Notre-Dame Porte du Ciel) geweiht.

## Geschichte
Die beninische Trappistinnenabtei Étoile Notre-Dame gründete 1992 im Kongo bei Kikwit das Kloster Notre-Dame de Mvanda, in das ab dem Jahre 2000 auch Schwestern aus dem Kloster Vitorchiano kamen. Notre-Dame de Mvanda wurde 2010 zum Priorat erhoben.
Priorinnen:
- Juliette Kyo (1991–2000)
- Anna Chiara Meli (2000–)